# 圣公会中学
圣公会中学（英語：Anglican High School）是一所位于新加坡丹那美拉的中学，是新加坡的特选中学之一。

## 学校历史
|  | 当你创办这所学校，你开始进入一个伟大的基督教传承。 -- 新加坡副主教, 罗宾·伍兹牧师, 于1956年1月9日，圣公会中学开幕典礼致辞. |

圣公会中学于1956年由圣公会新加坡教区华语会众创办，当时是新加坡唯一一所以中文作为教学媒介的圣公会学校。圣公会中学于1956年1月9日正式开课，第一位校长为牧师黄洋贤。开课初期，驻校的三名华语教师，三名英语教师，和123名男学生使用圣安德烈中学的校舍上课。后来，学校开始录取女学生。
学校目前位于樟宜路上段的“8.5英里”的校舍地皮于1959年3月15日添置，新校舍与1959年3月14日动工兴建，奠基石由新加坡副主教迪瓦辛·大卫·吉里雅博士正式铺设。新的校舍设有16间教室，三间科学实验室，一个行政暨教师办公室，一个礼堂和一座钟楼。新校舍于1960年1月25日启用，并由新加坡主教亨利·沃尔夫·贝恩斯代表祈福。
该校曾提供大学预备班（预科1和2），并在1978年新加坡教育部推出初级学院后逐步淘汰。1979年圣公会中学成为了当时推出的9所双语特别辅助计划学校之一，并于1995年被授予自治学校地位，使学校更好地控制自己的事务。
2005年，校内的一座教学楼和圣公会中学遗产中心由新加坡教区周贤正主教正式揭幕。学校的室内运动馆于2008年建成，是2009年亚洲青年运动会 FIBA33（3对3篮球）项目的举办地点。

## 课程辅助活动
圣公会中学共有26项课程辅助活动（CCA）
社团
- 资讯科技
- 机械科技
- 创意与企业
- 英文辩论

表演艺术
- 舞蹈
- 华乐团
- 合唱团
- 中文戏剧
- 英文戏剧
- 现代舞蹈
- 弦乐团
- 管乐团
- 演奏乐队
- 吉他合奏
- 管风琴乐团

体育
- 羽球
- 篮球
- 英式篮球
- 垒球
- 乒乓
- 武术

制服团体
- 男少年旅
- 男童军
- 女少年旅（英语：Girls' Brigade）
- 女童军
- 新加坡学生军（英语：National Cadet Corps (Singapore)） (陆军)
- 新加坡学生警察团（英语：National Police Cadet Corps） (陆军)
- 圣约翰救伤队（英语：St. John Ambulance in Singapore）

其他
- 学生理事会